# Château des Alleux
 (mars 2025).
Motif : Absence de sources centrées
- Archive Wikiwix
- Bing
- Cairn
- DuckDuckGo
- E. Universalis
- Gallica
- Google
- G. Books
- G. News
- G. Scholar
- Persée
- Qwant
- (zh) Baidu
- (ru) Yandex
- (wd) trouver des œuvres sur Wikidata

| 1. | Préciser le motif de la pose du bandeau. | Précisez le motif de la pose du bandeau en utilisant la syntaxe suivante : {{admissibilité à vérifier\|date=mars 2025\|motif=remplacez ce texte par le motif}}                          |
| 2. | Informer les utilisateurs concernés.     | Pensez à avertir le créateur de l'article, par exemple, en insérant le code ci-dessous sur sa page de discussion : {{subst:avertissement admissibilité à vérifier\|Château des Alleux}} |

 (novembre 2024).
La mise en forme du texte ne suit pas les recommandations de Wikipédia : il faut le « wikifier ».
Les points d'amélioration suivants sont les cas les plus fréquents :
- Les titres sont pré-formatés par le logiciel. Ils ne sont ni en capitales, ni en gras.
- Le texte ne doit pas être écrit en capitales (les noms de famille non plus), ni en gras, ni en italique, ni en « petit »…
- Le gras n'est utilisé que pour surligner le titre de l'article dans l'introduction, une seule fois.
- L'italique est rarement utilisé : mots en langue étrangère, titres d'œuvres, noms de bateaux, etc.
- Les citations ne sont pas en italique mais en corps de texte normal. Elles sont entourées par des guillemets français : « et ».
- Les listes à puces sont à éviter, des paragraphes rédigés étant largement préférés. Les tableaux sont à réserver à la présentation de données structurées (résultats, etc.).
- Les appels de note de bas de page (petits chiffres en exposant, introduits par l'outil «  Source ») sont à placer entre la fin de phrase et le point final[comme ça].
- Les liens internes (vers d'autres articles de Wikipédia) sont à choisir avec parcimonie. Créez des liens vers des articles approfondissant le sujet. Les termes génériques sans rapport avec le sujet sont à éviter, ainsi que les répétitions de liens vers un même terme.
- Les liens externes sont à placer uniquement dans une section « Liens externes », à la fin de l'article. Ces liens sont à choisir avec parcimonie suivant les règles définies. Si un lien sert de source à l'article, son insertion dans le texte est à faire par les notes de bas de page.
- La présentation des références doit suivre les conventions bibliographiques. Il est recommandé d'utiliser les modèles {{Ouvrage}}, {{Chapitre}}, {{Article}}, {{Lien web}} et/ou {{Bibliographie}}. Le mode d'édition visuel peut mettre en forme automatiquement les références.
- Insérer une infobox (cadre d'informations à droite) n'est pas obligatoire pour parachever la mise en page.

Pour une aide détaillée, merci de consulter Aide:Wikification.
Si vous pensez que ces points ont été résolus, vous pouvez retirer ce bandeau et améliorer la mise en forme d'un autre article.
Le château des Alleux à Cossé-le-Vivien est un château en Mayenne.

## Désignation
- Robertus de Allodiis, XIe siècle (Cartulaire de Marmoutier).
- In Aloeto, XIIe siècle (La Roë).
- Joanne et Vivianus de Alloetis, XIIe siècle (La Roë).
- In feodo domini de Allotis, 1334 ; es fez des Aleux, 1336 (Titres de la Garaudière).

Jaillot et Cassini indiquent le château, le moulin et la chapelle.  

## Description
À la fin du XIXe siècle, une allée de hêtres conduit à la route. Pour l'Abbé Angot, les constructions du XVIIe siècle et du XVIIe siècle sont sans caractère.

## Histoire
Le château fut souvent visité par les Républicains et les Royalistes pendant la Révolution française. Barbé, homme d’affaires du propriétaire, déclare que la nuit du 17 pluviôse an II, les Chouans sont venus briser les scellés, piller la cave, et qu'ils lui ont remis, pour le porter à Cossé, un billet plein de menaces contre les bleus. Barbé organisait peu après une bande de chouans dans le ressort de Cossé, et fut tué à leur tête. 
Le 5 thermidor an III combat sur la route entre les royalistes et un détachement commandé par le général Claude Ursule Gency ; le château est pillé par les Républicains.
Une communauté de Jésuites italiens vint chercher asile au château en 1871, et fut expulsée en vertu des décrets au mois de juin 1880.

## Chapelle
La chapelle est démolie à la fin du XIXe siècle. Charles du Layeul en avait demandé la fondation à la fin du XVe siècle, et Gilles du Layeul, son neveu l'avait exécutée lui assignant quelques dîmes et des rentes. Gilles du Layeul fait précéder de ces considérations la fondation de la chapelle qu'il entend « faire construire et édifier »
Jean du Layeul, fils de Gilles, « fit construire et édifier au lieu des Alleux une chapelle, auquel lieu fut fait et célébré depuis le service de trois messes. » Enfin Guyonne de Salles, veuve de Jean du Layeul, et Jean, son fils, assignèrent le lieu de la Bretonnière à l'acquit de la fondation. Perrot des Allouz prend les intérêts des habitants de Cossé contre la dame de Craon, 1388.
Parmi les chapelains : 
- François Chauvigné premier titulaire.
- Jean Hermier, 1571.
- Charles de la Corbière, chanoine de Notre-Dame de Paris, abbé de Valence, prieur de Boisroland, 1661, 1670.
- François-Marie de la Corbière, clerc du diocèse de Rennes, 1688, marié en 1703.
- Charles-Jacques-François de la Corbière, 1703-1778.

## Seigneurs
- Simon des Alleux, Anastasie, sa femme, et leurs enfants, donnent à l'abbaye de la Roë une sexterée de terre, 1150.
- Jean et Vivien des Alleux sont témoins du don de Blochet à la même abbaye, 1158.
- Robert des Alleux, seigneur de la Crespinière (Cossé), 1400 circa.
- Jean des Alleux, 1438.
- Guillaume des Alleux, 1440.
- Macé des Alleux, qui vendit la terre patrimoniale en 1479.
- Les membres de la famille du Layeul qui possédèrent les Alleux sont cités plus haut jusqu'à Jean du Layeul', qui vivait encore en 1571. Ensuite :
- Renée de la Dinaie, veuve de Louis de Mégaudais, morte en 1586.
- Françoise de Mégaudais qui porte la terre en mariage à Charles de la Corbière ; ils font baptiser à Cossé : François, 1604, Françoise, 1606, Madelon, 1607, Gabriel, 1610, Louis, 1612, Claude, 1613, Madeleine, 1614, Françoise, 1616, Paul, 1619, Urbain, 1620.
- Charles de la Corbière, seigneur de la Besnichère et de Juvigné, et Marie Pidoux, sa femme, habitaient aussi les Alleux, où naissent : Élisabeth, 1629, Claude, 1632, Charles, 1633, Geneviève, 1634, Françoise, 1637, Marie, 1641 ; et d'un second mariage de Charles de la Corbière avec Marie de la Rochère : Anne-Charlotte, 1651, Charles-François, 1652, Elisabeth-Marie, 1653, Charlotte-Jacquine, 1657, Charles-Joseph, 1658. Charles de la Corbière, en donnant l'Épinay à son fils puîné (1665), réserve tous les droits honorifiques pour le seigneur des Alleux tant qu'il portera le nom de la Corbière.
- Claude de la Corbière, qui demeurait aussi aux Alleux, déposa ses titres de noblesse aux mains de Voisin de la Noiraie, en 1666.
- Charles-Guillaume de la Corbière, conseiller au parlement de Bretagne, seigneur des Alleux, habita Rennes et y mourut en 1694 ; Marguerite-Françoise de la Monneraie, sa veuve y vivait en 1703 ; leur fils aîné, Charles-Guillaume, épousa Madeleine de Fontenelles, héritière dudit lieu en Laigné, 1709.
- François-Honoré-Hyacinthe de la Corbière, marié à Françoise-Thérèse-Perrine d'Armaillé (1747), vivait en 1778, et Françoise-Madeleine, leur fille, née aux Alleux en 1749, est dite femme divorcée de Charles du Hardaz d'Hauteville (messidor an V) ; ce divorce légal n'était, on le sait, qu'un moyen de sauvegarder les intérêts des émigrés.
- Les Alleux passent par héritage des Hardaz aux Daniel de Vauguyon
- Stanislas Daniel de Vauguyon, ancien officier de marine, maire de Cossé, y habita jusqu'à sa mort, 1871.
- La famille Gendry, de Méral, acquiert, 1891.

## Source
« Château des Alleux », dans Alphonse-Victor Angot et Ferdinand Gaugain, Dictionnaire historique, topographique et biographique de la Mayenne, Laval, A. Goupil, 1900-1910 [détail des éditions] (BNF 34106789, présentation en ligne)